# David Hayter
 (avril 2020).
Si vous disposez d'ouvrages ou d'articles de référence ou si vous connaissez des sites web de qualité traitant du thème abordé ici, merci de compléter l'article en donnant les références utiles à sa vérifiabilité et en les liant à la section « Notes et références ».
Pour les articles homonymes, voir Hayter.
David Hayter est un acteur, scénariste et producteur américain né le 6 février 1969 à Santa Monica, en Californie.

## Biographie
David Bryan Hayter est né de parents canadiens.
Il est surtout connu pour avoir prêté sa voix aux personnages de Solid Snake et Big Boss (Naked Snake) dans la version américaine de la série vidéoludique Metal Gear Solid.

## Filmographie

### Acteur
- 1990 : Présumé dangereux
- 1994 : Guyver : La Sentinelle de l'ombre (Guyver: Dark Hero) : Sean Barker
- 1994 : Long Shadows (TV) : Ed's secretary
- 1996 : Fushigi Yûgi: Memories First OAV (vidéo) : Taka / Tamahome (voix)
- 1997 : Fushigi Yûgi: The Mysterious Play - Reflections OAV 2 (vidéo) : Taka / Tamahome (voix)
- 1997 : Fugue (Drive) : Cop #1
- 1998 : Burn : Tom Rice
- 2000 : Wild on the Set (série TV) : Narrator
- 2000 : X-Men : Museum Cop
- 2014 : Devil's Mile

### Scénariste
- 2000 : X-Men
- 2002 : Le Roi scorpion (The Scorpion King)
- 2003 : X-Men 2 (X2)
- 2009 : Watchmen
- 2013 : Wolves de David Hayter

### Réalisateur
- 2010 : Slaughter's Road
- 2013 : Wolves

### Producteur
- 1998 : Burn
- 2002 : Lost in Oz (TV)

### Doublages
- 1979 : Le Château de Cagliostro (Rupan sansei: Kariosutoro no shiro) : Arsene Lupin III (Manga Video English Dub)
- 1998 : Il prête sa voix à Solid Snake dans le jeu vidéo Metal Gear Solid (version US) sous le nom de Sean Barker
- 2002 : Il prête sa voix à Solid Snake dans le jeu vidéo Metal Gear Solid 2: Sons of Liberty (versions US et PAL)
- 2004 : Il prête sa voix à Solid Snake dans le jeu vidéo Metal Gear Solid: The Twin Snakes (versions US et PAL)
- 2005 : Il prête sa voix à Naked Snake dans le jeu vidéo Metal Gear Solid 3: Snake Eater (versions US et PAL)
- 2006 : Il prête sa voix à Big Boss dans le jeu vidéo Metal Gear Solid: Portable Ops (versions US et PAL)
- 2008 : Il prête sa voix à Solid Snake dans le jeu vidéo Super Smash Bros. Brawl
- 2008 : Il prête sa voix à Old Snake dans le jeu vidéo Metal Gear Solid 4: Guns of the Patriots Laissant à Richard Doyle la voix de Big Boss
- 2010 : Il prête sa voix à Big Boss dans le jeu vidéo Metal Gear Solid: Peace Walker
- 2015 :  Il prête sa voix à Daniel Zager dans le jeu vidéo République, le projet de Ryan Payton producteur sur  Metal Gear Solid 4: Guns of the Patriots
- 2017 : Il prête sa voix à Jeremiah dans le jeu vidéo The Long Dark
- 2019 : Il prête sa voix à Zangetsu dans le jeu vidéo Bloodstained: Ritual of the Night, le nouveau projet de Koji Igarashi.

## Clin d'œil
David Hayter fait une apparition en personne au début de Metal Gear Solid 4. Il porte lors d'un talk show le Solid Eye, clin d'œil au personnage principal du jeu : Old Snake.